# Étienne Balsan
Pour les articles homonymes, voir Balsan.
Pour les autres membres de la famille, voir Famille Balsan.
Fulcran Étienne Balsan, né le 11 février 1878 à Paris 8e et mort le 1er mars 1954 à Rio de Janeiro, est un gentleman-rider français.

## Biographie
Étienne Balsan est le plus jeune fils du riche manufacturier Auguste Balsan (1836-1896), maire de Châteauroux et député conservateur de l'Indre de 1871 à 1876, et de Marie Dupuytrem. Son frère aîné, l'aéronaute et pionnier de l'aviation Jacques Balsan, devint en 1921 le second époux de Consuelo Vanderbilt, divorcée du 9e duc de Malborough. Il est le cousin germain de Roger Dutilleul.

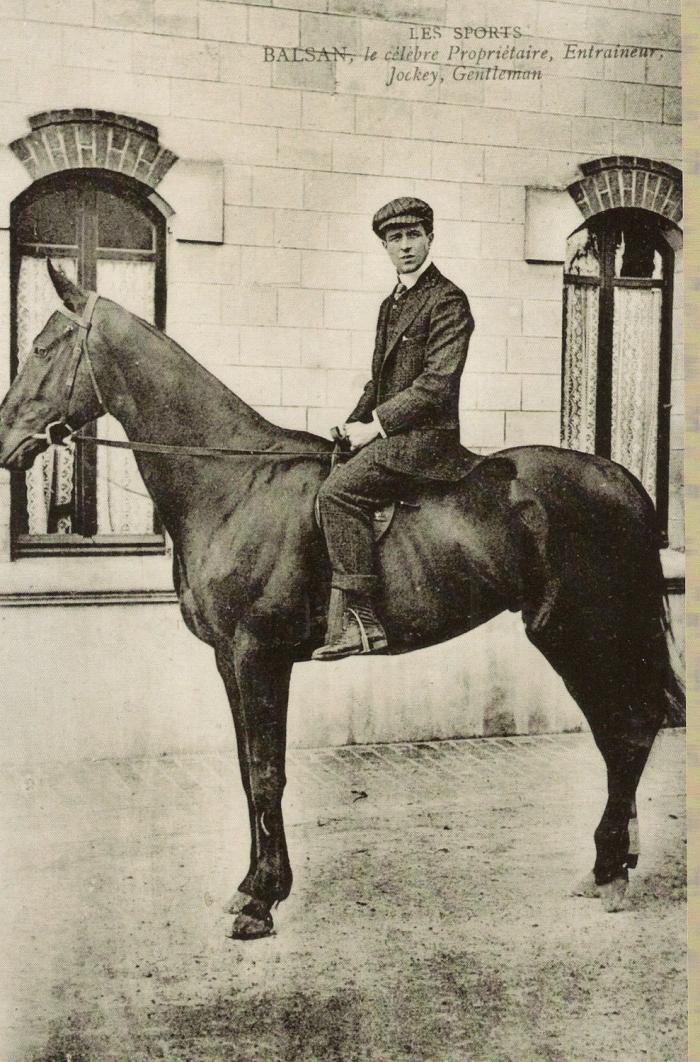
Photographie d'Étienne Balsan.

Officier de cavalerie, Étienne Balsan renonce à la carrière militaire pour se consacrer à l'élevage et aux courses de chevaux. Joueur de polo, il possède le domaine de Royallieu, une résidence construite sur les ruines de l'abbaye, en bordure de la forêt de Compiègne dans le département de l'Oise (la demeure et ce qui reste du domaine forment l'actuel parc Bayser de Compiègne). En 1904, il acquiert un ensemble immobilier (maison, écuries et manège) à Lacroix-Saint-Ouen.
À Moulins alors qu'il sert dans le 10e régiment de chasseurs à cheval stationné dans cette ville, il remarque la jeune Gabrielle Chanel qui fréquente, comme les officiers de ce régiment, le Grand café et La Rotonde. Il devient son amant et son protecteur, et restera son ami. En 1909, lorsque « Mademoiselle » souhaite s'installer à Paris comme modiste, il lui prête sa garçonnière au rez-de-chaussée du 160 boulevard Malesherbes pour en faire son tout premier point de vente. Riche et séduisant, il l'introduit dans la Société parisienne. Il est, avant de devenir l'amant de Coco, celui d'Émilienne d'Alençon ; il se marie le 2 décembre 1920 à Anglet avec Susanne Bouchaud.
Le vendredi 31 mars 1911, dans le cadre d'un raid Pau-Paris, le capitaine Bellenger et le lieutenant Tricornot de Rose sur des monoplans Blériot se posent dans le domaine de Brassioux, commune de Déols, sur des terres appartenant à Étienne Balsan. Le capitaine Bellenger et le lieutenant Tricornot de Rose repartent de Brassioux le lendemain 1er avril 1911 et prennent la direction de Paris. Ce raid fut filmé par Pathé Journal.
Le 5 décembre 1921, il acquiert un vaste domaine, à Bayonne (quartier Beyris). Il morcelle une partie du domaine, y créant des lotissements et y installant un terrain de polo. Il fonde, avec le marquis de Jaucourt et le comte de Zogheb, la Société hippique et Polo de Biarritz. 
Propriétaire du château de Doumy, qu'il habite entre 1923 et 1933, il est maire de la commune de Doumy. Il acquiert également la maison Abescat, située dans le village voisin d'Auga.

## Postérité

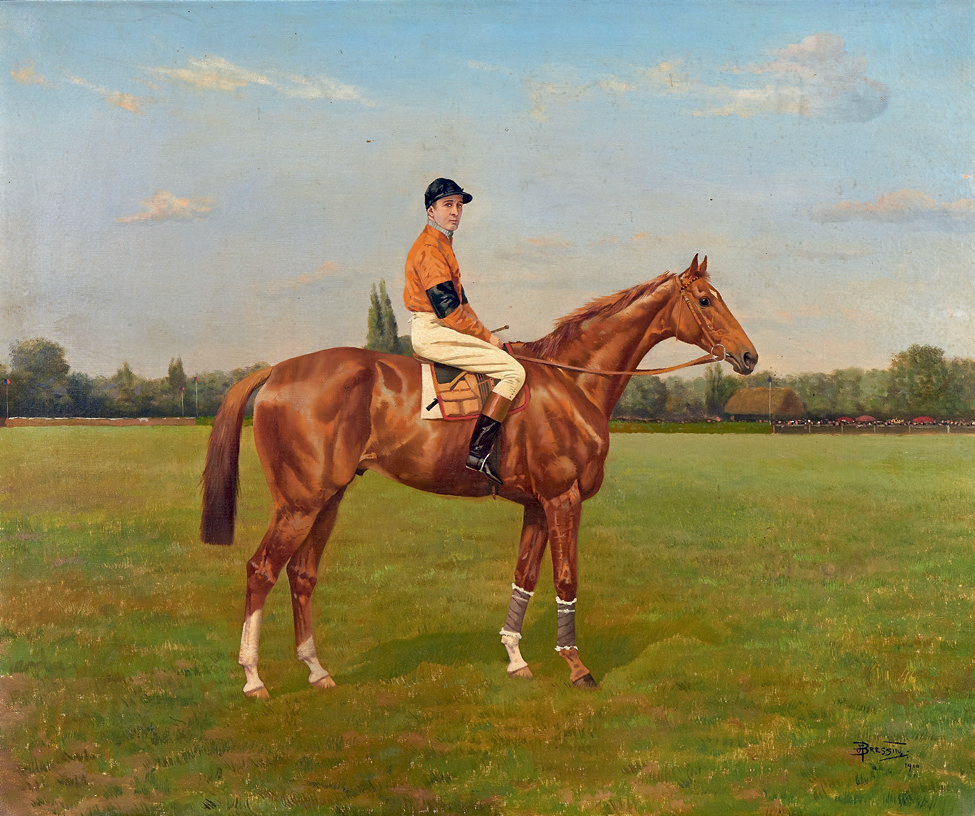
Portrait équestre d'Étienne Balsan par André Bressin (1910).

L'« esplanade Étienne-Balsan », à Bayonne, a été nommé en son hommage.
Il donne également son nom au « Prix Étienne Balsan », course hippique à Compiègne.
Balsan est joué par l'acteur Rutger Hauer dans le film Chanel solitaire (1981) et par l'acteur Benoît Poelvoorde dans le film Coco avant Chanel (2009).